# Pałac w Wyszonowicach
Pałac w Wyszonowicach – zabytkowy pałac wybudowany pierwszej połowie XVIII w. w Wyszonowicach.

## Położenie
Pałac położony jest w Wyszonowicach – wsi w Polsce, w województwie dolnośląskim, w powiecie strzelińskim, w gminie Wiązów.

## Historia
Obiekt jest częścią zespołu pałacowego, w skład którego wchodzi jeszcze park.